# 약물의존증
약물의존증(藥物依存症, 영어: addiction substance dependency)은 사용된 약물에 심리적 또는 신체적 의존성을 보이는 증상을 말한다. 정신질환 진단 및 통계 편람은 의존성을 1)몰입/갈구의 단계 2)만취/의존의 단계 3)금단 증세의 세 단계로 구분하였다. 약물의존증은 육체적 금단 현상이 사라져도 약물에 대한 강렬한 갈망을 느끼게 하며 결과적으로 계속적으로 약물을 사용하게 한다.

## 종류
약물의존증은 크게 두 가지로 나눌 수 있다. 갈망과 금단 증상이 있는 탐닉을 의미하는 addiction과 인체에 유해한 약물로 인한 손상이 오는 중독을 의미하는 intoxication이 있고, 때로는 두 가지 모두를 포괄하는 중독도 있을 수 있다.
- 각성제는 중추신경흥분제와 같다.
  - 암페타민 / 메탐페타민
  - 카페인
  - 코카인
  - 니코틴
- 진정제 / 수면제 진정제, 수면제는 중추신경억제제
  - 알코올
  - 바르비루트산염
  - 벤조디아제핀: 알프라졸람, 클로나제팜, 니메타제팜 등

- 아편계는 천연 마약과 합성 마약이 있다.
- 모르핀, 코데인 - 자연 아편에서 채취
- 헤로인, 옥시코돈, 하이드로코돈, 하이드로모르폰 - 아편과 합성제의 혼합
- 펜타닐, 메타돈 - 인공 합성제

- 환각제
  - LSD

## 같이 보기
- 금단 증상
- 과다복용
- 음주